# Aïn Sandel
Aïn Sandel (în arabă عين صاندل) este o comună din provincia Guelma, Algeria.
Populația comunei este de 4.760 de locuitori (2008).